# Psi1 Aurigae
Psi1 Aurigae (46 Aurigae) é uma estrela na direção da constelação de Auriga. Possui uma ascensão reta de 06h 24m 53.90s e uma declinação de +49° 17′ 16.4″. Sua magnitude aparente é igual a 4.92. Considerando sua distância de 3835 anos-luz em relação à Terra, sua magnitude absoluta é igual a −5.43. Pertence à classe espectral K5Iabvar. É componente do sistema psi Aurigae.